# Hat och försoning
Hat och försoning är en svensk dokumentärfilm från 2015 i regi av Bo Harringer. Filmen handlar om Göteborgsbranden 1998.
1998 arrangerade några unga killar en fest i stadsdelen Backa i Göteborg. Fyra killar som inte fick komma in ville hämnas och anlade en brand för att sabba festen. Elden spreds explosionsartat och 63 unga människor dog och över 200 skadades.
Nebil som arrangerade festen blev anklagad för 63 kompisars död. Han var då 15 år. Han tappade fotfästet i livet, blev grovt kriminell och deltog i gängkrigen i Göteborg. 2013 blev han skjuten, men överlevde.
Shirin var 14 år när hon gick till festen med sina två systrar. Båda systrarna omkom i branden. Hennes nyfikenhet på de skyldiga fick henne att söka upp dem, för att få veta vad som låg bakom deras handlande.
Danijel överlevde mirakulöst. Han låg på sjukhus i ett halvår innan han kom tillbaka till livet. Då ville han åter kunna göra allt som kompisarna kunde. Men det gick inte.
Nebil, Shirin och Danijel är tre av de unga människor som vi får möta, 15 år efter katastrofen, i filmen Hat och Försoning.
Harringer producerade och skrev också manus. Produktionsbolag var Filmateljén 89 AB med stöd av Stiftelsen Svenska Filminstitutet.
Filmen hade premiär den 11 oktober 2015 på Bio Roy i Göteborg. Sveriges Television SVT2 sände den 29 oktober 2015 en nedkortad version av filmen som då var 59 minuter lång (från ursprungliga 63).
Dokumentärfilmen ”Hat och Försoning” visades vid ReelHeART film festival i Toronto, Canada 2017. Filmen nominerades för Bästa Dokumentär och Bästa Redigering. Juryn belönade filmen med ett Hedersomnämnande.

## Musik
- "Rop" (Anders Hagberg)
- "Intro" (Josef Harringer)
- "88. Soldiers"	(Hammer Hill Click)
- "Trubbel i huset" (ClickChuey	, ANT-T, ABBE)